# نیکول ویلیامسون
نیکول ویلیامسون (انگلیسی: Nicol Williamson؛ ۱۴ سپتامبر ۱۹۳۸ – ۱۶ دسامبر ۲۰۱۱) هنرپیشه اهل بریتانیا با اصالت اسکاتلندی بود. او بین سال‌های ۱۹۶۰ تا ۱۹۹۷ میلادی فعالیت می‌کرد. جان آزبرن وی را اینگونه توصیف کرده‌است: «بزرگترین بازیگر قبل از مارلون براندو». منتقدان نیز او را «هملت زمانه» نامیده‌اند.
از فیلم‌هایی که در آن نقش داشته‌است، می‌توان به بازگشت به از، دختر خداحافظی و جن‌گیر ۳ اشاره کرد.